# Apostol
În teologia și eclesiologia creștină, Apostolii (greacă: ἀπειστολος, transliterat apostolos, lit. "cei care sunt trimiși"), în special cei Doisprezece Apostoli (cunoscuți și sub numele de Doisprezece ucenici sau pur și simplu cei Doisprezece) au fost discipolii primari ai lui Isus din Nazaret, figura centrală în creștinism.
În timpul vieții și al slujirii lui Isus în secolul I d.Hr., apostolii erau cei mai apropiați urmași ai săi și au devenit învățătorii primari ai mesajului Evangheliei lui Isus. 
Cuvântul discipol este uneori folosit interschimbabil cu apostolul; de exemplu, Evanghelia lui Ioan nu face distincție între cei doi termeni.
Perioada creștinismului timpuriu în timpul vieții apostolilor se numește epoca apostolică. În timpul secolului I d.Hr., apostolii au înființat biserici pe teritoriile Imperiului Roman și, conform tradiției, prin Orientul Mijlociu, Africa și India.

## Descriere

### În evanghelie

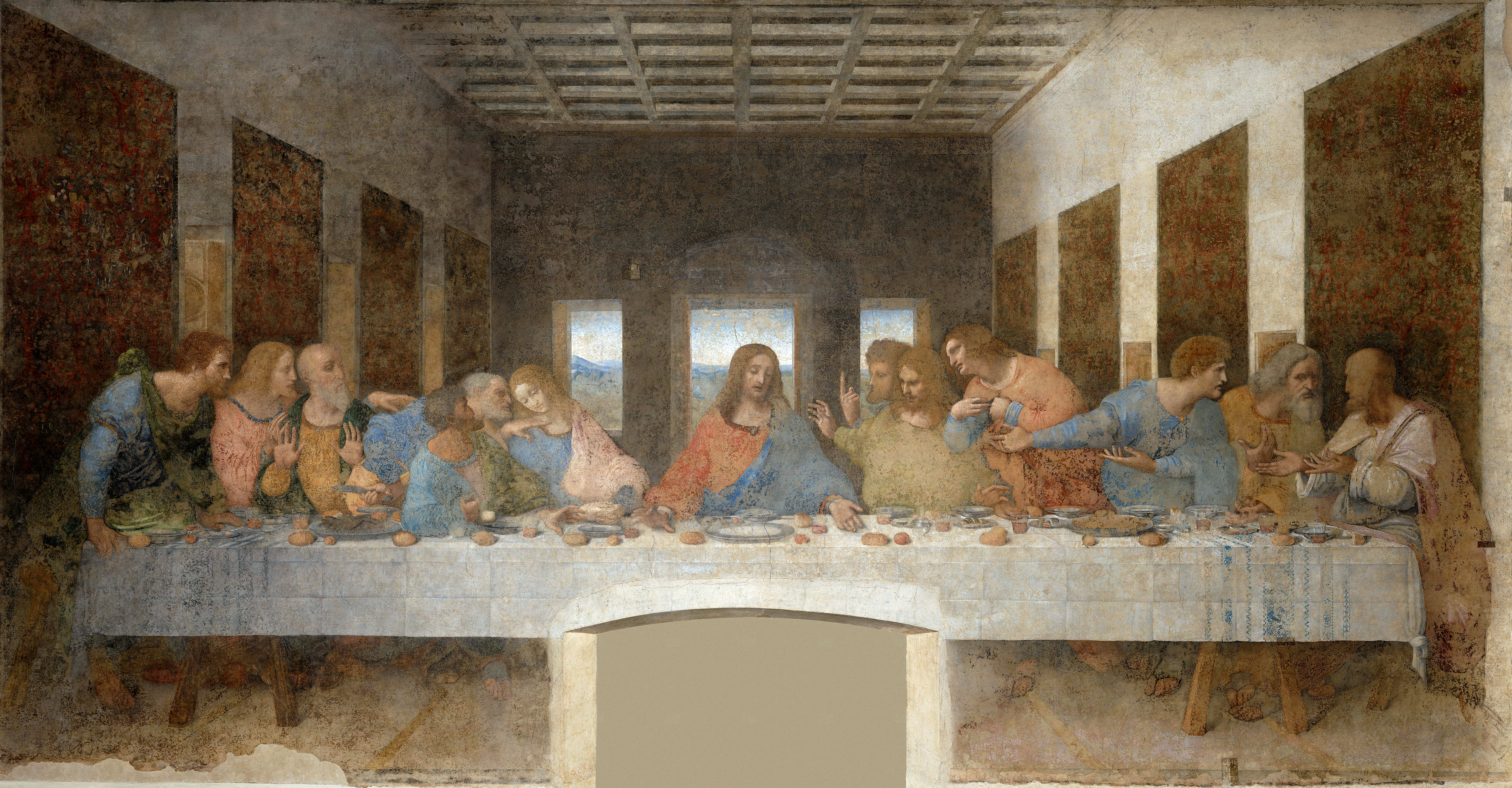
Leonardo da Vinci: Cina cea de taină (1495-97), bazilica Santa Maria delle Grazie, Milano

Conform evangheliilor sinoptice, apostolii aleși de Isus din Nazaret sunt numiți și cei doisprezece apostoli. Numărul 12 are o semnificație tradițională simbolică, fiind similar cu numărul triburilor israelite din Pentateuch. Pe de altă parte, Sf. Pavel s-a intitulat „apostol” și a insistat asupra acestui titlu (Gal 1,1; 1 Cor 9,1 etc.) 
Evangheliile lui Luca și Marcu amintesc faptul că Isus a ales cei 12 apostoli (Luca 6:13 și Marcu 3:14). Lista cu numele apostolilor din evanghelii, prin comparare între ele, nu corespund (ca nume) întotdeauna una cu cealaltă. Astfel de diferențe se pot observa între evangheliile lui Matei (10:2 ff) și Marcu (3:18 ff) (aici numele apostolilor corespund) cu evanghelia lui Luca (6:13 ff) unde în locul numelui lui Simon apare numele de Zelot.
În Evanghelia lui Ioan (Fapte 1:13) nu există o listă propriu-zisă (Ioan 1:45 ff, 21:2); în schimb, sunt menționate Învierea lui Isus și episoade din viețile apostolilor.

### Tabel comparativ cu numele apostolilor
|    | Evanghelia după Matei        | Evanghelia după Marcu           | Evanghelia după Luca           | Evanghelia după Ioan                | Faptele Apostolilor             | Observații                                                                                           |
| 1  | Simon „care era numit Petru” | Simon                           | Simon                          | Simon Petru                         | Petru                           | Simon, zis Petru, fratele lui Andrei                                                                 |
| 2  | Andrei „fratele lui”         | Andrei                          | Andrei                         | Andrei                              | Andrei                          | Apostolul Andrei, fratele lui Petru                                                                  |
| 3  | Iacob „fiul lui Zevedei”     | Iacob                           | Iacob                          | unul din „fiii lui Zevedei”         | Iacob                           | Iacob cel Bătrân, fratele lui Ioan                                                                   |
| 4  | Ioan „fratele lui"           | Ioan / unul dintre „Boanerghes” | Ioan                           | unul din „fiii lui Zevedei”         | Ioan                            | Apostolul Ioan, fratele lui Iacob cel Bătrân.                                                        |
| 5  | Filip                        | Filip                           | Filip                          | Filip                               | Filip                           | Filip originar din satul Betsaida (ca și apostolii Petru și Andrei)                                  |
| 6  | Bartolomeu                   | Bartolomeu                      | Bartolomeu                     | Natanael                            | Bartolomeu                      | Bartolomeu, zis și Natanael                                                                          |
| 7  | Toma                         | Toma                            | Toma                           | Toma „zis și Didymus (Geamăn)”      | Toma                            | Toma, zis și Toma Necredinciosul                                                                     |
| 8  | Matei „vameșul”              | Matei                           | Matei                          | nu e menționat                      | Matei                           | Apostolul Matei, zis și Levi, fratele lui Iacob                                                      |
| 9  | Iacob „fiul lui Alfeu”       | Iacob                           | Iacob                          | nu e menționat                      | Iacob                           | Iacob cel Tânăr                                                                                      |
| 10 | Tadeu sau „Lebbaeus (Levi)”  | Tadeu                           | Iuda „fiul lui Iacov”          | Iuda „nu Iscarioteanul”             | Iuda fiul lui Iacov             | Iuda, numit și Levi, supranumit Tadeu, fiul lui Iacob, identificat de unii cu Iuda, fratele lui Isus |
| 11 | Simon „Canaanitul”           | Simon „Canaanitul”              | Simon „care era numit Zelotul” | nu e menționat                      | Simon Zelotul                   | Simon Zelotul, zis și Canaanitul                                                                     |
| 12 | Iuda Iscarioteanul           | Iuda Iscarioteanul              | Iuda Iscarioteanul             | Iuda „fiul lui Simon Iscarioteanul” | (Iuda a fost înlocuit de Matia) | înlocuit, după trădare și moarte, cu Matia                                                           |

### Martiriul
Conform istoricului din secolul al XVIII-lea Edward Gibbon, creștinii primari (jumătatea a doua a secolului II d.Hr și prima jumătate a secolului III d.Hr.) credeau ca fuseseră martirizați doar Sf. Petru, Sf. Pavel și Sf. Iacov (fiul lui Zebedei). Restul martirizărilor apostolilor sau chiar toate dintre ele sunt neconfirmate istoric.

## Alți apostoli
Fratele lui Isus, Iacov cel Drept a fost și el apostol, după unele surse.
O femeie, Iunia, era considerată de apostolul Pavel drept prima între apostoli, împreună cu Andronic. Iunia și Andronic erau rudele lui Pavel.
Alți apostoli: Barnaba, Timotei, Silas, Apollo.

### Apostoli trimiși către apostoli
Conform evangheliilor canonice, Maria Magdalena îndeplinește toate criteriile pentru a fi considerată apostol: a fost împreună cu Isus în timpul predicilor lui, a fost martoră la moartea și învierea lui Isus și i-a învățat pe alții evanghelia (ceilalți apostoli au aflat de la ea de învierea lui Isus, conform Evangheliei după Ioan). Biblia nu susține nicăieri că Maria Magdalena ar fi fost o prostituată, acesta fiind un mit inventat de slujbașii bisericii pentru a limita rolul femeilor în biserică. Maria Magdalena a fost confundată cu femeia păcătoasă care i-a spălat picioarele lui Isus, iar aceasta cu Maria, sora Martei, din Evanghelia după Ioan. Papa Grigore I cel Mare a preluat aceste zvonuri, declarând-o într-o predică din secolul al VI-lea pe Maria Magdalena drept posedată de șapte demoni, păcătoasă care în cele din urmă s-a pocăit. În 1969 Biserica Catolică a retractat zvonul că Maria Magdalena ar fi fost o prostituată. Dr. Tal Ilan consideră că Maria Magdalena a fost fondatoarea creștinismului, fiind prima persoană care a avut ideea că Isus ar fi înviat. Bart Ehrman este de acord, susținând că ea a fost primul apostol și menționând printre altele titlul ei medieval apostola apostolorum.
În mitologia creștină, Maria Magdalena ar fi fost posedată de șapte demoni (Luca 8:2).